# 日向冬樹
日向冬樹（日語：ひなた ふゆき）是日本漫畫家吉崎觀音筆下作品《Keroro軍曹》中的角色，日本動畫版的配音員先為川上倫子，後由桑島法子接替，台灣中文配音人員是蔣篤慧，香港無綫電視版為林丹鳳，香港有線電視版則為陳安瑩。

## 人物簡歷
Keroro所寓居之日向家中的長子，排行第二；母親是日向秋，日向夏美則是他的姊姊，同時也是Keroro的最佳夥伴兼好友。
漫畫版中的出場為小學六年級生；動畫版中出場時就讀於私立吉祥中學一年B班，是社團活動中「超自然研究社」的社長（漫畫版作漫畫社），而西澤桃華則是該社唯一的社員。年齡12歲，血型為A型。而且是個談判能手，說話很有說服力（這能力在危急的情況下十分有用），被喻為「藍星唯一的外交官」。一旦發起脾氣來，就連夏美也會害怕，所以有不少人認為他的實力高超。

### 外觀與個性
- 身高：152.5cm（超劇場版中記載為144.2cm）
- 體重：45kg
- 頭髮顏色：深藍色
- 在頭上有一撮呆毛

在性格方面，他有著令人驚訝的好脾氣以及容忍力；對待他人一向十分敦厚和善。即使Keroro等人把整個家弄得再怎麼混亂，也通常是好言相勸，極少動怒。完全是姊姊的相反；不過一旦難得生氣起來，就連夏美也會害怕。而幼時的性格卻很頑皮好勝，與現在可說是大相逕庭（見第55集）。
有時也頗為懶散，早晨時常睡過頭。

### 嗜好
自幼即喜歡一切超自然事物，包括外星人、神秘事件、鬼怪等，但卻是個靈感白癡。不過十分有偵探頭腦，很會推理。就讀於市立四鷹小學時，被譽為「天才超自然少年」。此外，他也對天文觀測有著相當的興趣。

### 运动天分
跟姐姐夏美和妈妈秋不一样，毫无运动天分。
最讨厌运动会。
虽然对运动不在行，但对于玩保龄球却很厉害。一次夏美对Keroro打赌他们那一组赢了的话，Keroro就不能侵占地球。可当夏美快输时，冬树忽然加入反败为胜。夏美还说过“玩保龄球时，我一次也没有赢过冬树。”

## 人際關係

### 與友人關係方面
大多都相處的極為融洽，尤其是和Keroro等人。通常習慣稱呼他們的軍銜名稱；例如叫Keroro為「軍曹」、Giroro為「伍長」或「Giroro伍長」等。（對Kururu也曾一度稱他的軍銜）而對於其他小隊隊員則直呼其名。而Keroro則稱他為冬樹大人。

### 與Keroro軍曹
兩人時常一起行動，是一對絕佳組合。尤其在劇場版3中，他不但明確且嚴正的拒絕黑暗Keroro的任何威脅利誘，甚且還將其訓斥一頓即可看出。也正因為如此，日向冬樹也就成為了阻止軍曹胡鬧的「最後一道防線」---只要冬樹說一句「軍曹，我們不是好朋友嗎」，Keroro心軟，就會立刻住手。每当Keroro想摧毁蓝星时，日向冬樹经常以“如果你把蓝星摧毁了，就买不到钢弹模型了”之类的话语来阻止Keroro，屢試不爽。

### 與日向夏美
大體而言，姊弟倆的感情尚稱良好。只是偶爾會吵架（如動畫第107集、第228集）。

### 與其他人
較少往來。

## 感情方面
自己本身尚無對象。但卻是被西澤桃華所暗戀，經常千方百計的欲接近他，甚至不惜砸下重金，但總是以失敗收場。而冬樹卻都渾然不覺。此外，同班同學月神散世和愛莉莎·南十字星亦對他有好感。

## 冬樹動怒的原因
- 漫畫版中，Keroro軍曹在梅雨之下發狂，最後被生氣的冬樹教訓一頓。（漫畫第7話）
- Keroro軍曹想要修復他的鋼彈模型，便把Kero球偷回去；結果卻引起一場騷動，眾人好不容易才平息。後來軍曹又重施故技，被冬樹當場逮住，修理了他一頓。（第23集）
- Taruru首度來到地球時，一見到他，便興奮地對Tamama說：「這不就是那個運動神經很差的少年嗎」；事後，冬樹就與其它也被Taruru說過壞話的人一同修理了Tamama。（第30集）
- Keroro誤將他最喜愛的超自然現象雜誌拿給Giroro當成生營火的材料燒毀，使他大怒。（第107集）
- 一群人陷在Kururu「被詛咒的DVD」中，要求Giroro伍長留在外面幫忙。但不知情的伍長卻還是進來，讓脫逃的最後希望沒了。冬樹便和眾人一起教訓他一頓。（第122集）
- Keroro擅自更改當初在日向家出場的動畫，被冬樹和夏美發現，令他們發怒。（第257集）
- Kururu做了一個電子化的設施，導致日向家大亂，導致最後Kururu被冬樹他們修理。（不只有冬樹他們，Keroro小隊甚至毒蛇也來修理了）（第275集）

## 日向冬樹稱呼一覽
| 名字            | 叫冬樹時的稱呼           | 被冬樹叫時的稱呼                               |
| --------------- | ------------------------ | ---------------------------------------------- |
| Keroro          | 冬樹大人                 | 軍曹                                           |
| Giroro          | 冬樹                     | 伍長                                           |
| Tamama          | 小冬／冬冬（较少）       | Tamama（二等兵）                               |
| Kururu          | 日向冬樹／日向弟弟／冬樹 | Kururu（曹長）                                 |
| Dororo          | 冬樹大人                 | Dororo（兵長）                                 |
| 日向夏美        | 冬樹                     | 姊姊                                           |
| 安哥爾·摩亞     | 冬樹大人                 | 摩亞                                           |
| 日向秋          | 冬樹                     | 媽媽                                           |
| 西澤桃華        | 冬樹同學                 | 西澤同學                                       |
| 623（北城睦實） | 冬樹                     | 漫畫：623（睦實）／動畫：623（三郎）、睦實大哥 |
| 東谷小雪        | 冬樹                     | 小雪／東谷姐姐                                 |
| 愛莉莎·南十字星 | 冬樹                     | 愛莉莎                                         |
| 火之原燈        | 日向學長                 | 小燈                                           |
| 新Keroro        | 冬樹                     | Keroro小弟                                     |